# موريتز
موريتز (بالألمانية: Müritz) هي بحيرة موجودة في ولاية مكلنبورغ فوربومرن الألمانية، وتقع شمال ألمانيا. تبلغ مساحتها 117 كم²، وتعتبر ثاني أكبر بحيرة في ألمانيا بعد بحيرة كونستانس.
أقصى عمق للبحيرة 31 متر (102 قدم)